# Лоран Нуньєс
Лоран Нуньєс (фр. Laurent Nuñez; нар. 19 лютого 1964, Бурж, Франція) — французький поліцейський і політик, державний секретар при міністрі внутрішніх справ Франції (2018—2020).

## Біографія
Народився 19 лютого 1964 року в Буржі, Франція в 1989 році почав працювати податковим інспектором. У 1997 році закінчив Національну школу адміністрації, в 2012 році очолив канцелярію поліцейського префекта Парижа, в 2015 призначений префектом поліції в Буш-дю-Рон.
22 червня 2017 року призначений генеральним директором внутрішньої безпеки.
16 жовтня 2018 року призначений державним секретарем при новому міністрі внутрішніх справ Франції Крістофа Кастанере в другому уряді Едуара Філіпа.
6 липня 2020 року за формування уряду Кастекса виключений зі складу Кабінету.
15 липня 2020 року призначений координатором вивчення і протидії тероризму при президенті Франції.
11 березня 2021 року на тлі судового процесу в Парижі над арештованим у 2016 році за підготовку теракту Редою Крікетом (Reda Kriket), Нуньєс заявив в інтерв'ю газеті Le Figaro, що Ісламська Держава відродилася в підпіллі і як і раніше являє терористичну небезпеку.